# Len Faki

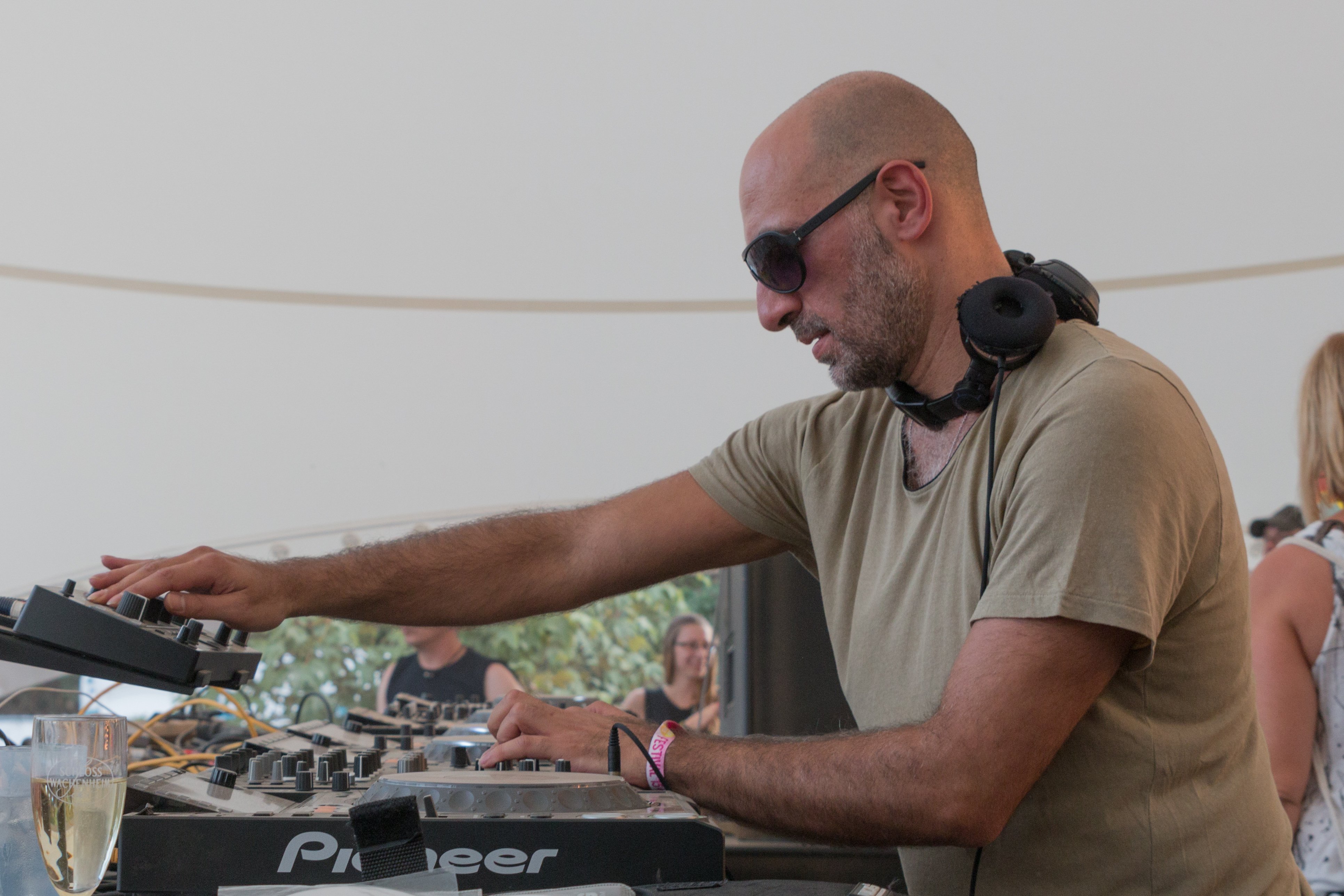
Len Faki beim Sea You 2015

Len Faki (bürgerlich Levent Faki, * 1975 in Stuttgart) ist ein deutscher Produzent und DJ im Bereich der elektronischen Tanzmusik. Faki ist türkischer Abstammung und auch unter dem Pseudonym La Monde bekannt.

## Leben und Karriere
Faki wuchs im Kreis Esslingen auf und begann seine Karriere unter dem Pseudonym DJ La Monde in der Stuttgarter Technoszene. Seine Karriere begann hier Mitte der 1990er mit dem Projekt Lexicon auf dem Houselabel Plastic City.
Im Jahr 1997 gründete er in Stuttgart das Label Monoid sowie im Jahr 1999 das Label Feis. Auf diesen Labels erschienen Produktionen von Künstlern wie Uroš Umek, Samuel L. Session, John Selway, The Hacker und Bolz Bolz. Im Jahr 2001 veröffentlichte er sein Debütalbum Music For Some Place Other Than This. Im Jahr 2002 zog Faki von Stuttgart nach Berlin.
Im August 2002 erschienen die DJ-Mix Compilation Lamonde At The Wheels of Steel. Weitere Produktionen auf Labels wie Superbra (Schweiz), GoodLife (Frankreich) und Terminal M (Berlin) folgten. 
2003 gründete Len Faki mit Len Series ein unabhängiges Mutterlabel, woraus das Sublabel Figure entstand. 
Der Durchbruch gelang ihm vor allem im Jahre 2007, als er die erfolgreichen Tracks Mekong Delta und My Black Sheep veröffentlichte. 2007 wurde Len Faki beim Groove Leserpoll 2007 in den Kategorien bester Newcomer und bester Produzent auf den ersten Platz gewählt. Gleich zwei seiner Tracks landeten in den Top 5 - Mekong Delta auf Platz 1 und My Black Sheep auf Platz 4. 
Len Faki ist Resident-DJ im Berliner Club Berghain und tritt regelmäßig international als DJ auf.